# Untergraßlfing
Untergraßlfing ist ein Gemeindeteil der Gemeinde Laberweinting im niederbayerischen Landkreis Straubing-Bogen.